# Эмерсон Шейх
Ма́рсио Па́сос де Албуке́рке (порт. Márcio Passos de Albuquerque; родился 6 сентября 1978 года, Нова-Игуасу, штат Рио-де-Жанейро, Бразилия), или просто Э́мерсон Шейх (порт. Emerson Sheik) — бразильский футболист, выступавший на позиции нападающего. Имеет катарское подданство.

## Биография
В 2000-е годы успешно выступал в японской Джей-лиге и чемпионате Катара — в обоих первенствах становился лучшим футболистом по итогам сезона, в Японии трижды подряд входил в символическую сборную года и стал лучшим бомбардиром чемпионата 2004 года. Эмерсон Шейх отметился в нескольких громких скандалах. Так, в 2006 году выяснилось, что игрок ещё перед началом профессиональной карьеры, ещё будучи в молодёжной школе «Сан-Паулу», использовал поддельное свидетельство о рождении. Согласно ему, игрока звали Марсио Эмерсон Пасос (порт. Márcio Emerson Passos), а родился он якобы 6 декабря 1981 года. Благодаря этой фальсификации Марсио Пасос де Албукерке в 1999 году в возрасте 21 года принял участие в составе сборной Бразилии (до 20 лет) в чемпионате Южной Америки среди молодёжных команд. Игрок был арестован в аэропорту Рио-де-Жанейро (где и были выявлены подложные документы), когда пытался вылететь в Катар. Однако Эмерсону Шейху удалось избежать уголовного наказания, и он продолжил выступления за катарский «Аль-Садд», в котором в 2005—2007 годах выиграл множество внутренних трофеев, включая титулы чемпиона страны.
В сезоне 2007—2008 Эмерсон Шейх недолго выступал во французском первенстве, но вскоре вернулся в Катар, где в 2008 году получил подданство и возможность выступать за сборную этой страны. Он успел провести три матча за национальную команду Катара — в товарищеских играх 4 марта 2008 против Бахрейна (поражение 1:2) и 16 марта против Иордании (победа 2:1), а также в игре квалификационного турнира к чемпионату мира 2010 против сборной Ирака, состоявшейся 26 марта (победа 2:0). Однако в ФИФА заявили, что игрок не имел право выступать за сборную Катара, поскольку уже был заигран за бразильскую молодёжку. ФИФА позволяет переходить футболистам в другие сборные, если на момент выступления за молодёжную сборную они имеют второе гражданство. Разумеется, в 1999 году у Эмерсона подданства Катара не было. Сборную могли лишить трёх набранных с Ираком очков, но не стали этого делать, поскольку это был недосмотр самой ФИФА и, к тому же, Эмерсона Шейха перестали вызывать в сборную Катара.
После девяти лет выступлений за границей Эмерсон Шейх в 2009 году вернулся в Бразилию. Почти неизвестный на родине, игрок постепенно влился в состав «Фламенго», помог этой команде выиграть сначала титул чемпиона штата, а затем и чемпиона Бразилии. В 2010 году он выступал уже за «Флуминенсе» и также стал чемпионом страны, причём его гол в матче последнего тура 5 декабря принёс «трёхцветным» титул. Наконец, 18 мая 2011 года Эмерсон Шейх перешёл в «Коринтианс», который нуждался в усилении после завершения карьеры Роналдо и ухода другого опытного игрока, Роберто Карлоса. И с этой командой Эмерсон в третий раз подряд выиграл титул чемпиона страны, установив уникальный для Бразилии рекорд — победы в трёх чемпионатах подряд с тремя разными клубами.
В начале того же 2011 года Эмерсон Шейх попал в очередной скандал — его, а также бывшего партнёра по «Флуминенсе» Дигиньо обвинили в отмывании денег и контрабанде.
В 2012 году Эмерсон помог «Коринтиансу» впервые в истории выйти в финал Кубка Либертадорес. В турнире Эмерсон стал лучшим бомбардиром своей команды с пятью голами, причём два гола он забил в ответном финальном поединке в ворота «Боки Хуниорс», став лучшим игроком матча. На 54-й минуте он избежал «офсайдной ловушки», получив в штрафной передачу пяткой от Данило, и переиграл вратаря «Боки», а на 72-й минуте, воспользовавшись ошибкой Роландо Скьяви, убежал один на один с вратарём с самой середины поля и легко отправил мяч в сетку ворот.
В 2015—2016 годах выступал во «Фламенго». Проведя сезон в «Понте-Прете», в 2018 году вернулся в «Коринтианс». По окончании сезона 2018 года объявил о завершении карьеры футболиста.

## Титулы и достижения
- Чемпион штата Сан-Паулу (2): 2013, 2018
- Чемпион штата Рио-де-Жанейро (1): 2009
- Чемпион Бразилии (3): 2009, 2010, 2011
- Финалист Кубка Бразилии (1): 2018
- Чемпион Катара (2): 2005/06, 2006/07
- Обладатель Кубка Наследного принца Катара (3): 2006, 2007, 2008
- Обладатель Кубка Эмира Катара (2): 2005, 2007
- Обладатель Кубка Шейха Джассема (Катар) (1): 2007
- Обладатель Кубка Джей-лиги (1): 2003
- Победитель Второго дивизиона Джей-лиги (1): 2000
- Обладатель Суперкубка ОАЭ (1): 2009
- Обладатель Кубка Либертадорес (1): 2012
- Победитель Клубного чемпионата мира (1): 2012